# Alburnus escherichii
Alburnus escherichii är en fiskart som beskrevs av Steindachner, 1897. Alburnus escherichii ingår i släktet Alburnus och familjen karpfiskar. Inga underarter finns listade i Catalogue of Life.